# Matthew Booth
Matthew Paul Booth (Vishoek, 14 maart 1977) is een Zuid-Afrikaans voormalig voetballer die als verdediger speelde.

## Clubcarrière
Booth begon zijn loopbaan in in de jeugd bij Fish Hoek AFC en Cape Town Spurs waarvoor hij sinds 1994 ook in het eerste elftal speelde. Tussen 1998 en 2002 speelde hij voor  Mamelodi Sundowns dat hem in 2001 verhuurde aan Wimbledon FC. Hierna ging hij in Rusland spelen voor achtereenvolgens FK Rostov (2002-2004) en Krylia Sovetov Samara (2004-2009). Hij keerde terug in Zuid-Afrika bij Mamelodi Sundowns en keerde in 2011 terug bij zijn jeugdclub die ondertussen gefuseerd was tot Ajax Cape Town. Zijn laatste club was Bidvest Wits waar hij in het seizoen 2013/14 speelde.

## Interlandcarrière
Sinds 1999 speelde Booth voor het Zuid-Afrikaans voetbalelftal. Hij was namens zijn vaderland actief op de Olympische Zomerspelen 2000, de African Cup of Nations 2002, de FIFA Confederations Cup 2009 en het Wereldkampioenschap voetbal 2010.